# アウストラロドクス
アウストラロドクス（Australodocus　「南の梁」の意味）は、ジュラ紀後期（約1億5000万年前）に現在のアフリカに生息していた竜脚類恐竜の属の一つである。学名はラテン語で「南の」を意味するaustralisと古代ギリシャ語で「梁」を意味するδοκоς （dokos）から派生したもので、最初は南の大陸（ゴンドワナ）に生息していたディプロドクスの親類と考えられて名づけられたものであるが、現在は異なった分類がなされている。種小名bohetii は調査隊現地人監督者でプレパレーターの主任であり、ドイツの調査隊によるタンザニアでの最初の発掘に重要な貢献をしたBoheti bin Amraniに献名されたものである。

## 研究史
Australodocus bohetiiの化石はドイツ領東アフリカ（現在のタンザニア）のテンダグル層で発見された。この累層はジュラ紀の恐竜の化石が豊富であり、これにはギラファティタン（Giraffatitan）（ブラキオサウルス・ブランカイとしても知られる）、ジャネンシア、テンダグリア、トルニエリアといった大型の竜脚類も含まれている。アウストラロドクスのホロタイプは2個の頸椎で、これは他のディプロドクス科の属のものより短く、他の特徴も異なっている。これらはもともと1909年にヴェルナー・ヤーネンシュ率いる調査隊により収集された4つの椎骨の一部であった。不運にも、残りは他のドイツ調査隊によりアフリカで収集された化石とともに第二次世界大戦により破壊されてしまった。2007年に残った化石が記載されたことでテンダグルでの竜脚類やディプロドクス類の多様性に関するより知られることとなった。

## 特徴・分類
アウストラロドクスは椎骨の神経棘が二股になっている特長から、最初はディプロドクス科に分類された。この特徴はディプロドクス上科および近縁の竜脚類に通常見られる特徴である。しかし、John Whitlockらによる後の研究からアウストラロドクスはティタノサウルス形類であり、おそらくはブラキオサウルスに近縁であることが分かった。

## 生息環境
テンダグルではモリソン層と比較してディプロドクス類よりもマクロナリア類の多い環境であったことから以前考えられていたものとは異なり、モリソンが背の低い植物相からなる開けた土地だったのに対して、テンダグルは針葉樹林が主な環境であった可能性がある。

## 参照
1. 1 2  Remes, Kristian (2007). “A second Gondwanan diplodocid dinosaur from the Upper Jurassic Tendaguru Beds of Tanzania, East Africa”. Palaeontology 50 (3):  653–667. doi:10.1111/j.1475-4983.2007.00652.x.
2. 1 2  Whitlock, John (2011). “Re-evaluation of Australodocus bohetii, a putative diplodocoid sauropod from the Tendaguru Formation of Tanzania, with comment on Late Jurassic sauropod faunal diversity and palaeoecology.”. Palaeogeography, Palaeoclimatology, Palaeoecology 309 (3-4):  333–341. doi:10.1016/j.palaeo.2011.07.001.
3. ↑  Whitlock, John (2011). “A phylogenetic analysis of Diplodocoidea (Saurischia: Sauropoda)”. Zoological Journal of the Linnean Society 161:  872–915. doi:10.1111/j.1096-3642.2010.00665.x.